# Stazione di Bottenicco Zona Industriale
La stazione di Bottenicco Zona Industriale è una fermata ferroviaria e uno scalo merci della ferrovia Udine-Cividale a servizio della XI zona industriale del Cividalese. Si trova a Bottenicco, nel territorio comunale di Moimacco, in provincia di Udine.

## Storia
La fermata fu costruita in seguito ai finanziamenti ottenuti nel 1987 dalla Gestione commissariale governativa delle Ferrovie Venete - Ferrovia Udine Cividale per il potenziamento della linea ferroviaria.
Venne attivata nel 1993.
Il vicino scalo merci fu costruito allo scopo di servire le fabbriche della vicina zona industriale.
Rimasto inutilizzato per circa 10 anni, lo stesso fu riattivato nel 2009 ad opera dell'operatore logistico Inter-Rail che fa capo al Gruppo Fantoni e ad Acciaierie Bertoli Safau (ABS, gruppo Danieli) e di alcuni investitori privati con la collaborazione della FUC e delle strutture locali di RFI. Tale scalo, che risulta strategico in una zona come quella di Cividale del Friuli ad alta densità di industrie, è utilizzato quale base per numerosi traffici svolti dall'impresa ferroviaria InRail.

## Strutture e impianti
La fermata viaggiatori, facoltativa, è dotata di marciapiede e pensilina.
Lo scalo merci è dotato di diversi binari tronchi per il ricovero dei carri.